# Rue Sidi Ben Arous
La rue Sidi Ben Arous (arabe : نهج سيدي بن عروس) est l'une des rues principales de la médina de Tunis.

## Origine du nom
Elle doit son nom au savant, docteur et ascète Sidi Ben Arous mort à Tunis en 1460. Fondateur de la confrérie des Aroussiya, il est enterré dans la zaouïa mitoyenne de la mosquée Hammouda-Pacha.

## Situation et accès
La rue est bordée au sud par le minaret de la mosquée Zitouna et au nord par la place Ramadhan Bey. Située dans le quartier de la kasbah, en amont de la médina, elle avait une triple vocation : militaire, religieuse et résidentielle. Elle relie trois mosquées, dont la mosquée Zitouna et la mosquée Hammouda-Pacha, deux zaouïas (celles de Sidi Ben Arous et de Sidi Klaï), la maison de fonction du Cheikh El Médina (en ruine), un tribunal (Dribat Daouletli) ainsi que divers palais de haut dignitaires, comme le Dar Hammouda Pacha, ancienne propriété de la famille Chahed, et le Dar El Mrabet.

## Bâtiments remarquables et lieux de mémoire
Il s'agit selon Jacques Revault de « l'une des grandes voies aristocratiques » de la médina. En effet, elle offre des séquences architecturales particulièrement riches puisqu'elle réunit aussi bien des palais des XVIe et XVIIe siècles (Dar Abassi, Dar Chahed et Dar El Mrabet), des palais des XVIIIe et XIXe siècles (Dar Ben Miled, Dar Ben Khalifa et Dar Zaouche) que des immeubles du début du XXe siècle. Ainsi, la porte du Dar Hammouda Pacha, avec son cloutage traditionnel et son double encadrement de pierre de type harch et kadhal (calcaire) contraste avec les moulures de fenêtres italianisantes de la porte du Dar Ben Miled.
La rue abrite l'unique hôtel de la médina — le Dar El Médina inauguré en 2004 — ainsi que divers espaces dont le restaurant Dar Hammouda Pacha, le café littéraire La Parenthèse, où l'on trouve les publications de l'éditeur Alif spécialisé dans le patrimoine méditerranéen, ainsi que divers échoppes d'art.